# Het geval "Warwinkel"
 Het geval "Warwinkel"  is een verhaal uit de Belgische stripreeks Piet Pienter en Bert Bibber van Pom.
Het verhaal verscheen voor het eerst in Gazet Van Antwerpen van 22 februari 1969 tot 28 juni 1969 en als nummer 27 in de reeks bij De Vlijt.

## Personages
- Susan
- Piet Pienter
- "Professor" Bert Bibber
- Professor Kumulus
- Hilarius Warwinkel
- Madam Klakson

## Albumversies
Het geval "Warwinkel" verscheen in 1969 als album 27 bij uitgeverij De Vlijt. In 1997 gaf uitgeverij De Standaard het album opnieuw uit. Uitgeverij 't Mannekesblad deed hetzelfde in 2017.